# Шунь-цзун
Шунь-цзун (кит. 順宗; 21 февраля 761 — 11 февраля 806), личное имя — Ли Сун — 13-й император китайской империи Тан, правивший с 28 февраля до 31 августа 805 года под девизом «Юн-чжэн» («Вечная добродетель»).

## Ранние годы и приход к власти
Родился в 761 году в Чаньане в семье будущего императора Дэ-цзуна и будущей императрицы Чжао-дэ, урожденной Ван. При рождении получил имя Ли Сун и титул князя Хуанчен. В 779 году, после того как его отец стал новым императором, Ли Сун стал князем Хуан, а в 780 году был объявлен наследником трона. Более интересовался изучением наук, искусства, собирал вокруг себя учёных, учителей, увлекался каллиграфией. В 783 году после мятежа войск на севере страны сопровождал отца в Фэнъян, который некоторое время защищал от врага. По возврату в столицу того же года Ли Сун вынужден бороться с влиятельными чиновниками во главе с чэнсяном (канцлером) Чжан Яншанем, который в 787 году добился казни жены Ли Суна — принцессы Сяо — и устранил того от государственных дел. Только в 795 году наследник трона смог вернуть своё влияние на отца-императора. К тому времени он уже имел проблемы со здоровьем, а в конце 804 года перенёс инсульт, в результате чего был частично парализован и лишился возможности говорить. Возможно, инсульт стал результатом отравления, за которым стояли придворные евнухи, стремившиеся устранить Ли Суна. Император Дэ-цзун тяжело воспринял болезнь сына и 25 февраля 805 года умер, не назначив другого наследника и передав власть Ли Суну.

### Правление
После смерти императора Дэ-цзуна 25 февраля 805 года Ли Сун был объявлен новым императором под именем Шунь-цзун. Первоначально руководство страной фактически осуществляли представители клана Ван — Ван Шувэнь и Ван Пэй, которые ещё в 804 году с помощью евнуха Чжун Яня смогли подделать указы императора. Пользуясь тем, что император Дэ-цзун и наследник были больны, они осуществили назначение на должности выходцев из родов Ду, У, Чжэн. После того как Шунь-цзун взошёл на трон, Ван Шувэню удалось сделать так, что из академии Ханьлинь были отчислены 32 человека, чтобы избавиться от потенциальных соперников.
В то же время были проведены необходимые налоговые реформы, осуществлены меры по укреплению государственного аппарата, центральная власть на некоторое время укрепилась. Были возвращены из ссылок известные чиновники, которые были лишены должностей во времена правления Дэ-цзуна.
Однако в скором времени началась борьба между группировкой Ванов и их противниками из правительства. В результате поочерёдно назначались и освобождались сторонники то одной, то другой клики. Представители рода Ван и их сторонники пытались отстранить министров времён Дэ-цзуна и одновременно захватить контроль над войском. Для ослабления влияния последних Шунь-цзуна убедили объявить наследника трона, что и было сделано им 26 апреля 805 года. В дальнейшем клан Ван всё больше терял власть, когда 15 июля наследник трона Ли Чунь стал регентом. После этого события Ваны были низложены, а их лидер казнён. 31 августа 805 года Шунь-цзун окончательно отрёкся от власти. Скончался 11 февраля 806 года.